# Danse de Zálongo
La danse de Zálongo, en grec moderne : Χορός του Ζαλόγγου / Chorós tou Zalóngou, fait référence au suicide collectif de femmes souliotes et de leurs enfants, pendant la guerre Souliote (en), le 16 décembre 1803. Après avoir été prises au piège par les troupes albanaises ottomanes, près du village de Zálongo, en Épire, dans la Grèce moderne, puis dans l'Empire ottoman, une soixantaine de femmes décident de se tourner vers le bord de la falaise avec leurs nourrissons et leurs enfants plutôt que de se rendre. Selon la tradition, elles se jettent dans le vide l'une après l'autre en dansant et en chantant,. 
Le nom fait également référence à un certain nombre de drames théâtraux grecs et à une chanson de style folklorique, commémorant l'événement, appelée Danse de Zalongo,. Il existe également une chanson de danse albanaise Cham (en) similaire appelée Vallja e Zallongut (en français : Danse de Zálongo).

## Histoire

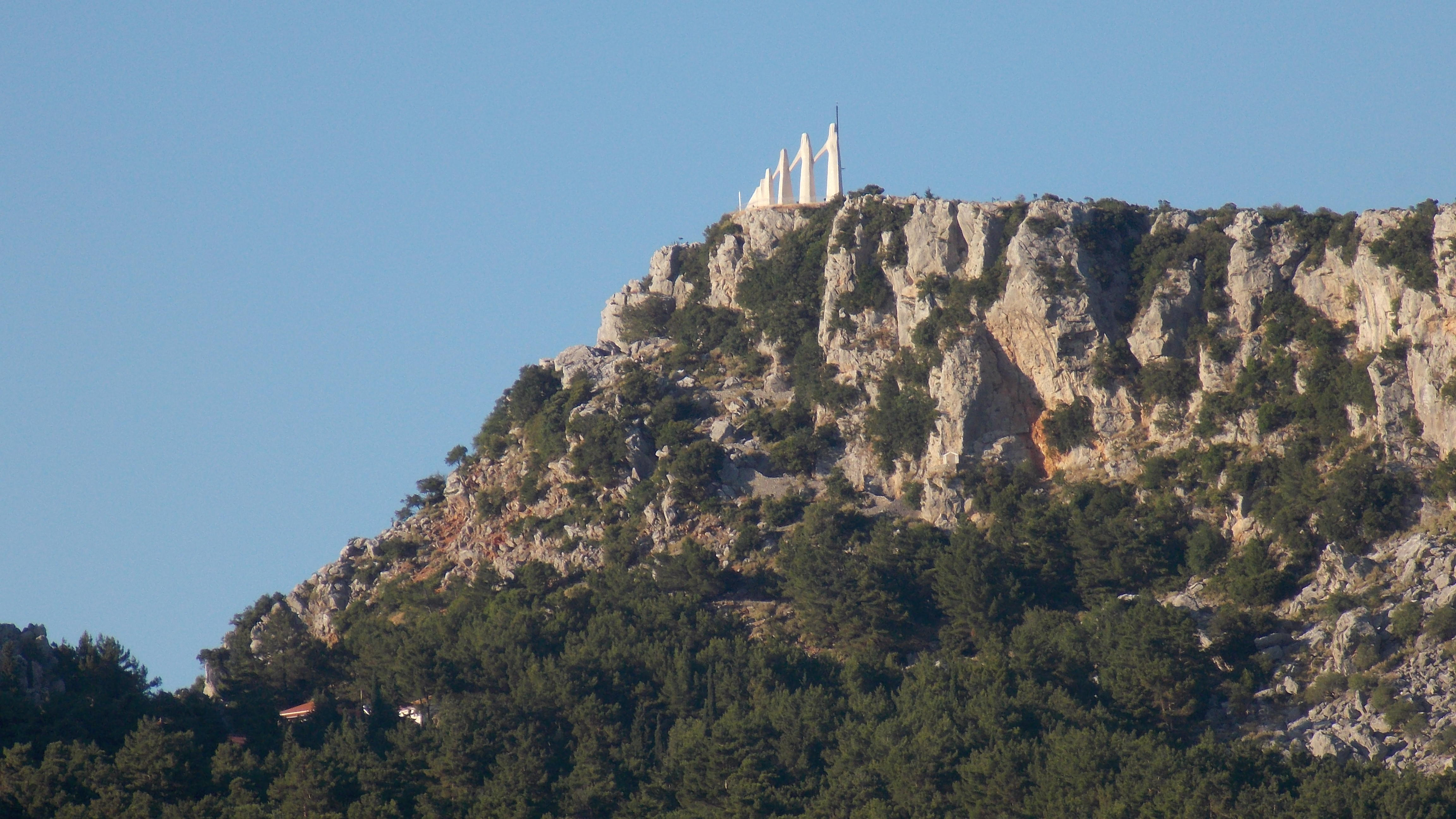
Les rochers de Zálongo où les femmes souliotes se sont jetées, en 1803. Le monument qui se trouve au sommet est inauguré en 1961.

Durant la guerre des Souliotes (en), en décembre 1803, les Souliotes commencent à évacuer Soúli après leur défaite face aux forces du dirigeant ottoman-albanais local, Ali Pacha de Janina. Pendant l'évacuation, un groupe de femmes souliotes et leurs enfants sont piégés par les troupes d'Ali dans les montagnes de Zálongo en Épire. Afin d'éviter la capture et l'esclavage, les femmes jettent d'abord leurs enfants, puis elles-mêmes, d'une falaise abrupte, pour se suicider,,,.
L'évènement est également mentionné par Christóphoros Perrevós, dans son édition de 1815, de l'Histoire de Souli et de Parga, : selon la légende, elles sautent dans le précipice l'une après l'autre en chantant et en dansant,.
Cet évènement fait rapidement le tour de l'Europe. Au Salon de Paris, de 1827, l'artiste français Ary Scheffer expose deux tableaux romantiques, dont l'un s'intitule Les femmes souliotes. De nos jours, le monument de Zálongo, sur le mont du même nom, à Kassope, commémore leur sacrifice.

## Théâtres et chansons
Il existe une chanson grecque populaire sur cet événement, qui est connue et dansée dans toute la Grèce actuelle. 
Elle fait partie d'un drame populaire, écrit par Sp. Peresiades, publié en 1903 et mis en scène pour la première fois en 1904. La chanson folklorique grecque Danse de Zálongo a les paroles suivantes :
| Français | Grec |
| --- | --- |
| Adieu monde pauvre, Adieu douceur de vivre, et vous, mon misérable pays, Adieu pour toujours Adieu aux sources, Vallées, montagnes et collines Adieu aux sources, Et vous, femmes de Souli Le poisson ne peut pas vivre sur la terre ferme Ni la fleur sur le sable Et les femmes de Souli On ne peut pas vivre sans liberté Adieu aux sources, ... Les femmes de Souli n'ont pas seulement appris à survivre Elles savent aussi comment mourir Ne pas tolérer l'esclavage Adieu aux sources ... | Έχε γεια καημένε κόσμε, έχε γεια γλυκιά ζωή Και ’συ δύστυχη πατρίδα έχε γεια παντοτινή. Έχετε γεια βρυσούλες λόγγοι, βουνά, ραχούλες Έχετε γεια βρυσούλες και σεις Σουλιωτοπούλες Στη στεριά δε ζει το ψάρι ούτ’ ανθός στην αμμουδιά Κι οι Σουλιώτισσες δεν ζούνε δίχως την ελευθεριά. Έχετε γεια βρυσούλες ... Οι Σουλιώτισσες δε μάθαν για να ζούνε μοναχά Ξέρουνε και να πεθαίνουν να μη στέργουν στη σκλαβιά. Έχετε γεια βρυσούλες ... |

Peresiadis décrit cette partie de son drame comme un « chœur de femmes », ce qui peut être traduit par une danse, mais dans ce contexte, cela signifie peut-être un « groupe de femmes », comme dans un drame grec ancien. Une chanson de danse albanaise appelée Vallja e Zallongut (Danse de Zálongo) est développée avec des paroles qui font référence au même suicide de masse, susmentionné, publiée en 1961 par Sako Zihnni :
| Albanais | Français |
| --- | --- |
| Lamtumirë, o Sul, i shkretë, se po ndahemi per jetë. Lamtumirë, o Sul i shkretë, se na do t’ikim për jetë. Ne po vdesim për liri, se nuk duam skllavëri. Lamtumirë, ju male e fusha, na e punoi Pilo Gusha, I pabesi faqezi, s’pati turp, as perëndi. Lamtumirë, o fusha e male, ne vdesim pa frikë fare. Jemi bila shqipëtare, vdesim duke hedhur valle. Lamtumirë, o Sul i shkretë, lamtumir’ për gjithë jetë. | Au revoir, ô Souli dévasté, car nous nous séparons pour la vie. Au revoir, ô Souli dévasté, parce que nous partirons pour toujours. Mais nous allons mourir pour la liberté, parce que nous ne voulons pas de l'esclavage. Adieu, ô montagnes et vallées, cela a été fait par Pelios Gousis, La méchante canaille, n'avait pas de honte, pas de dieu. Au revoir, ô vallées et montagnes, Nous mourons sans aucune crainte. C'est parce que nous sommes albanais, on meurt en dansant. Adieu, ô Souli dévasté, adieu pour l'éternité. |